# Burtnieki (novads)
Pour l’article homonyme, voir Burtnieki (pagast).
Burtnieki est un novads de Lettonie, situé dans la région de Vidzeme. En 2009, sa population est de 8 657 habitants.